# William Gaminara
William „Will“ Gaminara (* 1956) ist ein britischer Schauspieler und Drehbuchautor, der vor allem durch seine Rolle in der Serie Gerichtsmediziner Dr. Leo Dalton bekannt wurde.

## Filmografie
als Schauspieler:
- 1986: Rebellion der Rechtlosen (Comrades)
- 1986: Paradise Postponed
- 1987: Dead Lucky
- 1987: Bulman (Fernsehserie, 1 Folge)
- 1991: Soldier Soldier (Fernsehserie, 1 Folge)
- 1991: The Bill (Fernsehserie, 1 Folge)
- 1991: The House of Eliott (Fernsehserie, 2 Folgen)
- 1993: Casualty (Fernsehserie, 2 Folgen)
- 1994: A Dark Adapted Eye
- 1996: Polizeiarzt Dangerfield (Dangerfield, Fernsehserie, 1 Folge)
- 1997: The Moth
- 1997: Rag Nymph
- 1998: The Broker’s Man (Fernsehserie, 1 Folge)
- 1999: Hope & Glory (Fernsehserie, 1 Folge)
- 2000: The Law
- 2000: Attachments
- 2001: People Like Us (Fernsehserie, 1 Folge)
- 2003: Spooks – Im Visier des MI5 (Spooks, Fernsehserie, 1 Folge)
- 2002–2013: Gerichtsmediziner Dr. Leo Dalton (Silent Witness, Fernsehserie, 106 Folgen)

als Drehbuchautor:
- 1997: This Life (Fernsehserie, 1 Folge)
- 1999: The Lakes (Fernsehserie, 3 Folgen)
- 2002: Ella and the Mothers